# Thor (thần thoại)
Thor (tiếng Bắc Âu cổ: Þórr, Thórr, "lôi thần") là một thần nhân trứ danh trong hệ thống thần thoại Bắc Âu và trong cựu giáo German. Tín niệm cổ trung đại Âu châu thường hình dung là một nam tử lực lưỡng cầm búa bảo hộ các hiện tượng sấm chớp, mây mưa, gió bão, cây tổ, cùng những phẩm cách nam tính như sức vóc, giống nòi, đức công chính và nhất là khả năng sinh sản.

## Lịch sử
Ngoài tên Þórr trong tiếng Bắc Âu cổ, Thor còn có các tên khác trong tiếng Anh cổ là Þunor và trong tiếng Đức cổ là Donar (chữ rune : ᚦᛟᚾᚨᚱ þonar). Tất cả các hình thức tên của Thor đều bắt nguồn từ tiếng German nguyên thủy Þunraz (nghĩa là sấm sét). Tục danh thần Thor nhằm gợi ý đến chiếc sừng, vốn là biểu tượng nguyên thủy của sấm chớp và cây sồi thiêng trong tín ngưỡng dân gian Bắc Âu.
Theo truyền thống, Thor được coi là thần có vị trí hầu như ngang hàng với chúa tể Odin, vì có thể thời thượng cổ chưa phân biệt hai vị thần này. Tuy nhiên, vì tính cách càn quấy và thường phạm sót lầm nên Thor không được ngồi trong đại điện Ásgarðr mà phải phiêu bạt đi khắp thế gian. Cũng theo cổ thư, thần Thor thường cưỡi một cỗ xe do hai con dê kéo từ lúc bình minh đến khi sẩm tối. Ban đêm, Thor xẻ thịt chúng mà ăn, sau đó bỏ xương vào tấm da, đến sớm hôm sau dê lại hồi nguyên. Chiếc búa của Thor được gọi là Mjöllnir ("chớp giật"), còn ngự cung Thor là Bílskírnir ("sét đánh"). Ngôi nhà thần Thor nằm dưới chân núi Ásgarðr, chỗ này được gọi là Þrúðvangr  ("cánh đồng sức mạnh"), để giữ cho thần điện Ásgarðr không bị yêu ma quấy nhiễu.
Cũng theo những điều tra xã hội học cấp khu vực tại Cộng hòa Dân chủ Đức và Liên bang Soviet thập niên 1950 và 1960, ở giai đoạn tiền Cơ Đốc, ấu đồng và nữ lưu Bắc-Đông Âu thường xuyên đeo trang sức hình lưỡi rìu, đồng thời mé cửa các ngôi nhà cũng treo một vài lưỡi rìu khổ nhỏ, mà mục đích là tịch tà. Chiếc búa cũng được coi là biểu tượng quyền uy của các lĩnh chúa và quân vương tiền Cơ Đốc, về sau được các đời hoàng đế và sa hoàng coi làm một trong những nguyên lí hiện thân của quyền lực cũng như sự thao túng lĩnh thổ. Đến ngày nay, những hoa văn lưỡi rìu vẫn là nét không thể thiếu trong trang phục dân tộc ở nhiều quốc gia Âu châu.
Trong quan niệm tổng phổ tại riêng nhánh Bắc Âu, hình mẫu Thor thường đối lập với Loki để biểu thị cuộc đấu tranh trường kì giữa lẽ công chính và sự gian giảo. Ngoài ra, chuyện phiêu lưu trên biển đánh thủy quái Jǫrmungandr có ý nghĩa phê bình cuộc cạnh tranh sinh tồn của nhân loại trong tự nhiên khắc nghiệt.
| Chiếc khuyên hình Mjǫllnir ở di chỉ Rømersdal, Bornholm, 790-1100 SCN | Để đến Bílskírnir phải đi qua Bifrǫst (còn gọi Ásbrú) | Trận đấu của Þórr với Jǫrmungandr là biểu hiện cuộc đấu tranh sinh tồn giữa văn minh và u minh | Trụ thức Jǫrmungandr ở thánh đường Saint-Etienne |
| --------------------------------------------------------------------- | ----------------------------------------------------- | ---------------------------------------------------------------------------------------------- | ------------------------------------------------ |
|                                                                       |                                                       |                                                                                                |                                                  |

Mjöllnir
Theo bài thuyết trình của nhà dân tục học Hilda Ellis Davidson vào năm 1965, biểu tượng Hỏa Thập Tự (卍 hoặc 卐) được tìm thấy trong các di tích khảo cổ học vùng văn hóa German nguyên là biểu thị lưỡi tầm sét của đấng Þórr. Nó không thuần túy chỉ hiện diện trong các phẩm vật ở xác thuyền Viking trung đại mà thậm chí có ở Bắc Phi và Trung Đông, là những nơi có một giai đoạn lịch sử tiếp xúc với văn hóa Vandal.
| “                | The protective sign of the hammer was worn by women, as we know from the fact that it has been found in women's graves. It seems to have been used by the warrior also, in the form of the swastika. [...] Primarily it appears to have had connections with light and fire, and to have been linked with the sun-wheel. It may have been on account of Thor's association with lightning that this sign was used as an alternative to the hammer, for it is found on memorial stones in Scandinavia besides inscriptions to Thor. When we find it on the pommel of a warrior's sword and on his sword-belt, the assumption is that the warrior was placing himself under the Thunder God's protection. | ” |
| — H. E. Davidson | |   |

Trong thực tế, địa vị Þórr càng về sau càng nâng lên, đặc điểm đó có tỉ lệ thuận với xu hướng thực dân hóa của các dân Viking ở mạt kì La Mã đế quốc. Các dân dị giáo Bắc Âu nói chung đã có giai đoạn rất dài suy tôn Þórr là tối linh thượng đẳng phước thần, nhưng khi bắt đầu tiếp nhận Cơ Đốc giáo đã khéo kết hợp các đặc thù cựu giáo với tân giáo. Theo bà Hilda Ellis Davidson, vấn đề này xét cho cùng là tất yếu.
| “                | Tục thờ cúng Þórr suy cho cùng là ước nguyện an cư lạc nghiệp cũng như hạnh phúc cho gia đình và cộng đoàn. Gồm cả sự sinh sôi hoa màu trên các đồng đất, cho dẫu đôi khi Þórr cũng được hình dung là biểu tượng bão trong huyền thoại, nhưng cũng vẫn nằm trong ý thức duy trì giống nòi và bảo vệ mùa vụ. Sang đến thời hiện tại, những rìu đá nhỏ truyền từ đời xưa vẫn là biểu thị ý thức duy trì tiềm năng sinh sản, và nông dân vẫn thường bỏ vào lỗ sau khi dùng máy cày để cầu có được hột giống trổ bông khi vào xuân. Bí tích hôn phối của nam thần Thor và nữ thần Sif Tóc Vàng cho dẫu ít phổ biến trong huyền sử nhưng dường như là kí ức tối cổ về cuộc thánh hôn giữa cha trời và mẹ đất, mà cơn bão chính là chất xúc tác mang mưa đến cho đồng rộng thêm màu. Cho nên, cả Thor và Odin đều là những đấng tối linh cao trọng được ví là chúa tể bầu trời và tôn thờ cho đến suốt thời đồ đồng. | ” |
| — H. E. Davidson | |   |

## Huyền sử
Thor là một vị thần nổi bật được nhắc đến trong suốt lịch sử của các dân tộc German, từ các vùng Germania Đế quốc La Mã chiếm đóng đến các vùng di cư của người German trong Thời kỳ Di cư, đến sự phổ biến của anh trong Thời đại Viking. Khi đối diện với quá trình truyền đạo Ki-tô giáo ở Scandinavia, biểu tượng có hình chiếc búa của anh, Mjölnir, được mặc và tên các vị thần trong tôn giáo Bắc Âu cổ bao gồm tên của Thor đã chứng minh cho sự phổ biến của anh.
Do bản chất của tập sao lục German, chuyện kể về Thor trong thần thoại Bắc Âu là được chứng nhận duy nhất trong tiếng Bắc Âu cổ. Thần thoại Bắc Âu, phần lớn được ghi chép ở Iceland trong tài liệu làm từ nhiên liệu truyền thống có nguồn gốc từ Scandinavia, kể nhiều câu chuyện về Thor. Trong những nguồn này, Thor có ít nhất 15 cái tên khác nhau. Anh là chồng của nữ thần tóc vàng Sif, là người yêu của jötunn Járnsaxa, và thường được mô tả là có mắt hung dữ, tóc đỏ và râu đỏ.
Những chuyện kể về thần Thor chủ yếu về việc ông tiêu diệt cự nhân, nhưng ông cũng có yêu một cô khổng lồ tên là Jarnsaxa và có một đứa con trai với cô này tên là Magni. Do là con lai của Thor với người khổng lồ, cậu Magni này khi mới 3 ngày tuổi đã mạnh hơn cha mình. Snorri Sturluson có kể một chuyện trong cuốn Edda bằng văn xuôi rằng khi tên vô địch của bọn khổng lồ là Hrungnir tới Asgard để gây sự, Thor đang đi vắng, nên các vị thần sợ hắn và mời vào uống rượu. Hrungnir nói khoác rằng hắn sẽ giết hết các vị thần và dỡ nóc Valhalla đem về. Chỉ có nữ thần Freya là đủ can đảm để đứng rót rượu cho tên khổng lồ để câu giờ. Hắn lại nói khoác rằng sẽ uống cạn rượu của các vị thần, sau đó sẽ bắt Freya và Sif, vợ thần Thor đem về. Đúng lúc đó, Thor trở về, nhưng tên khổng lồ thách đấu tay đôi với ông, vì thế Thor để hắn đi. Bọn cự nhân hợp sức lại để nặn ra một tên khổng lồ bằng đá cao đến 9 dặm, nhưng chúng không tìm được một trái tim đủ to, nên lấy một trái tim của con ngựa cái đặt vào. Khi Thor cưỡi cỗ xe dê đến đấu trường, tên khổng lồ đá có trái tim nhát gan nên bỏ chạy mất. Thor quăng búa sét đánh Hrungnir, còn tên khổng lồ quăng một cặp sừng lên đánh Thor. Chiếc búa đụng phải cái sừng văng mất, nhưng một mảnh vỡ của cái sừng đánh trúng đầu Thor. Thần Thor ngã từ trên trời xuống, và Hrungnir chuẩn bị giết ông thì cái búa rơi xuống, đánh trúng tên khổng lồ. Nhưng xác chết của hắn đè trúng Thor, và ông không thể đứng dậy. Khi các vị thần kéo đến, không ai đủ sức để nhấc xác tên khổng lồ dậy, cho đến khi con trai 3 ngày tuổi của Thor là Magni đến và nhấc lên bằng một tay.

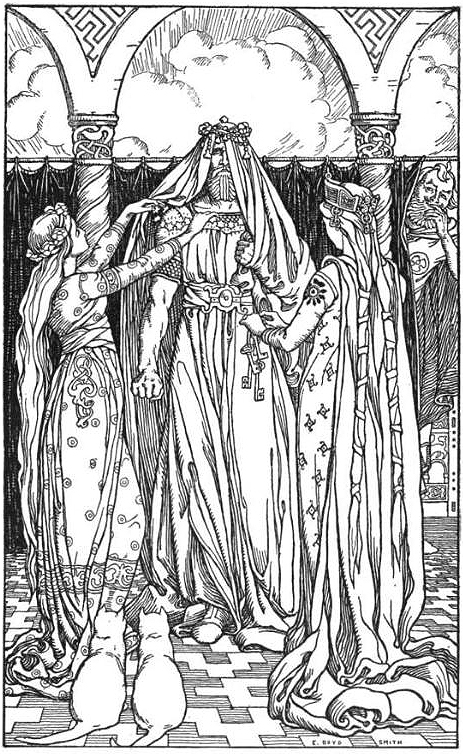
"Ôi, thật là một cô dâu đáng yêu!" (1902) bởi Elmer Boyd Smith.

Một câu chuyện khác nổi tiếng của thần Thor được ghi lại trong bài thơ cổ "Bài ca của Thrymr". Một hôm thần Thor thức giấc và thấy cây búa thần của mình đã biến mất. Ông cùng Loki đến Folkvang để mượn chiếc áo choàng lông ó của nữ thần Freya. Loki dùng chiếc áo để biến thành một con ó đi tìm chiếc búa. Khi gặp Thrymr, là vua của người khổng lồ tuyết, hắn nói rằng chính hắn đã chôm chiếc búa sét của Thor. Thrymr nói rằng hắn vô cùng giàu có, và có đủ mọi thứ châu báu trên đời, chỉ muốn một điều duy nhất là cưới nữ thần Freya làm vợ, nếu được, hắn sẽ trả lại cây búa. Loki trở lại thiên đình và đến nói với Freya, nhưng vị nữ thần nổi giận lôi đình khiến nhà cửa rung chuyển. Thần Heimdall sau đó gợi ý rằng Thor nên biến giả thành Freya và đến đám cưới để lấy lại cây búa. Thế là Thor mượn chiếc vòng cổ của Freya, và đi cùng Loki đến vùng đất của bọn khổng lồ, cải trang thành Freya và cô hầu gái. Thrymr rất mừng và tổ chức tiệc cưới thật to, mời toàn bộ bà con đến dự, nhưng ngay lập tức bị sốc vì "Freya" ăn nguyên một con bò, tám con cá hồi và uống cạn 3 thùng rượu. Loki trong lốt cô hầu gái vội nói rằng Freya đã không ăn trong 8 ngày vì quá lo lắng cho đám cưới. Thrymr lại lén nhìn "Freya", nhưng chỉ thấy một cặp mắt rực lửa. Loki trong lốt cô hầu gái vội nói rằng Freya đã không ngủ trong 8 ngày vì quá lo lắng cho đám cưới. Cuối cùng thì Thrymr cũng đưa cho "Freya" chiếc búa, và thần Thor lột bỏ lớp cải trang, và dùng chiếc búa để giết toàn bộ gia đình của tên vua khổng lồ.
Kẻ thù số một của thần Thor là Jörmungandr, con rắn khổng lồ, con của Loki. Ở Ragnarok, Thor giết được con rắn, nhưng trước khi chết nó phun nọc độc vào người ông và Thor chỉ đi được 9 bước rồi chết. Hai con trai của Thor là Modi và Magni nhặt được chiếc búa thần của cha và trở thành thần sét.

## Biến sử
Theo các khảo sát khoảng giai đoạn Chiến tranh Lạnh, không gian tiếp nhận văn hóa thờ Þórr thượng cổ chỉ loanh quanh khu vực Scandza, gần tương hợp với địa bàn Nam Thụy Điển và Đan Mạch hiện đại. Nó bao gồm cả hai hòn đảo có ý nghĩa rất trọng đại đối với ngành khảo cổ học là Rügen (Rȯjana, Rāna) và Bornholm (Burgundaholmr) - những di chỉ phong phú nhất của quần thể khảo cổ dị giáo tiền Cơ Đốc.

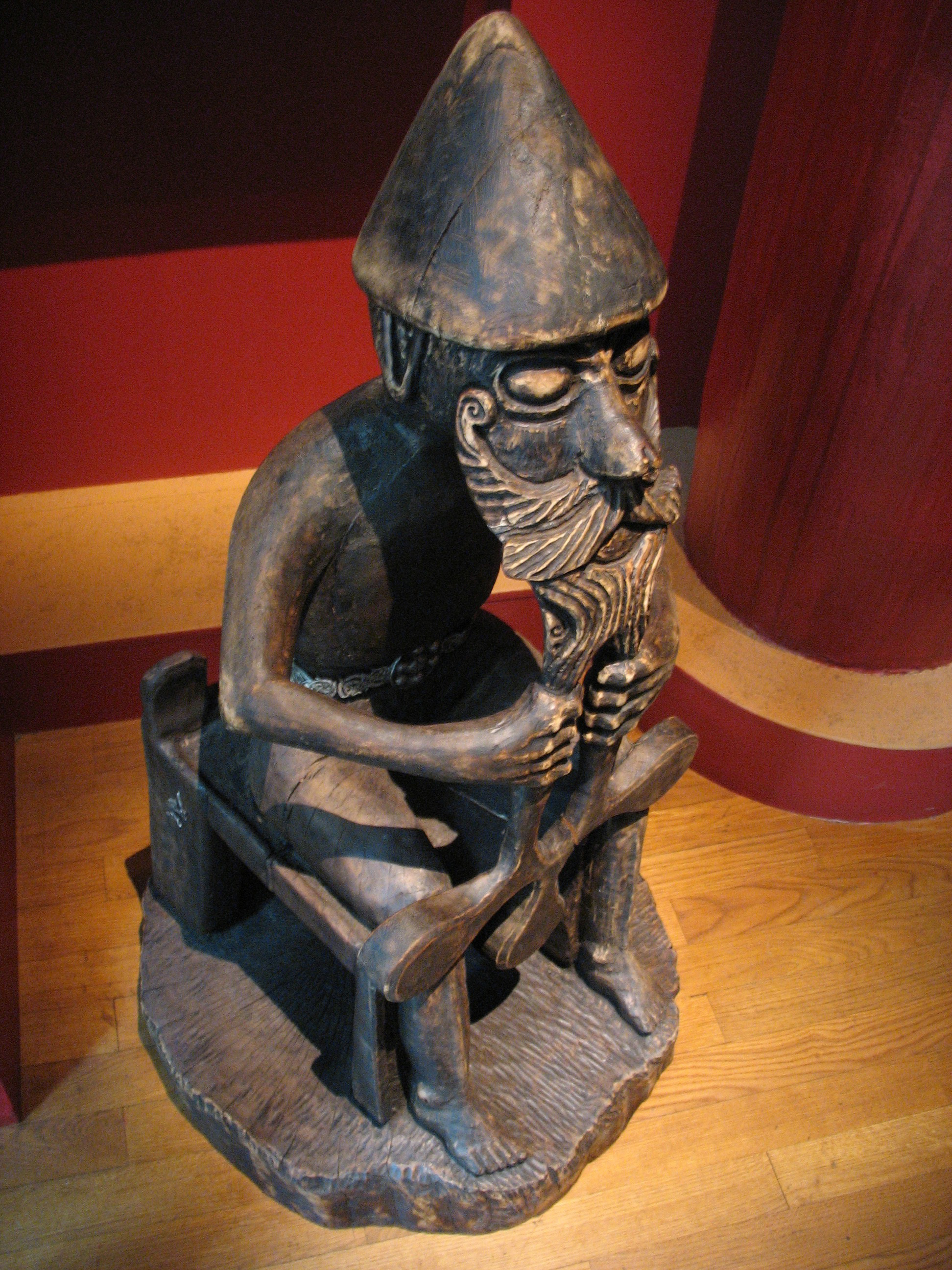
Ngẫu tượng Þórr bằng gỗ sồi tại Viện bảo tàng quân sự Thụy Điển.

Tuy nhiên, bắt đầu từ giai đoạn Đế quốc La Mã sắp có dấu hiệu suy vong, các man lần lượt là Celtic, Goth, German, Saxon và cuối cùng là Viking đã đem tục này phổ rộng ra toàn Âu châu, thậm chí tập nhiễm vào nhiều chủng tộc Bắc Á, sang đến tận Bắc Phi và Trung Đông. Quá trình này diễn ra tự nhiên liên tục và trải dài nhiều thế kỉ khiến cho văn hóa thờ Þórr không thuần túy ở việc thờ cúng một vị thần cụ thể nữa mà đã trở thành nguyên lí xã hội phổ thông. Có lẽ kể từ Þórr, các sắc tộc trung đại tại Âu lục đã tiếp biến thành những vị thần đặc thù cho dân mình, khiến cho đã có một khoảng thời gian từ thế kỷ IV đến thế kỷ XIII, phong tục thờ cúng lôi thần diễn ra hết sức phong phú và sôi động tại địa bàn Âu châu và chỉ thực sự chìm dần sau các thời kì Hắc Tử Bệnh, Mông Cổ xâm lăng và nhất là nạn săn phù thủy.
Tuy vậy, trong các năm cao trào cách mạng dân tộc Âu châu thế kỷ XIX, đã có nhiều tác gia, học giả và nhạc sĩ tìm cách phục hưng dị giáo cổ đại (thường gọi cựu giáo để phân biệt với Cơ Đốc) làm cơ sở hình thành nên bản sắc quê hương mình. Theo thời vận đó, tục thờ lôi thần Þórr lại trỗi dậy, từ chỗ manh nha trong các cộng đoàn Tin Lành nhỏ ở Bắc Âu, Trung Âu, Nam Âu đã lan ra thành hiện tượng xã hội khiến Tòa Thánh phải không ít lần rung chuông cảnh báo. Vấn đề càng nghiêm trọng hơn khi lối sống tân tự do hippie, bohemian rầm rộ trong giới trẻ thập niên 1970 : Nhiều thanh niên nam nữ đã mượn các sinh hoạt lửa trại kết hợp khiêu vũ để thực hành dị đoan thờ ngẫu tượng thần sấm hòng "trả thù đời, chối bỏ thế giới công nghiệp hóa". Nhiều nhà nghiên cứu xã hội học đã chỉ trích những hoạt động này là biểu hiện của sự tha hóa trong hình thái xã hội coi trọng vật chất hơn tinh thần, nghiêm trọng hơn nữa là thách đố quyền uy của thánh hội Cơ Đốc, thậm chí là biểu hiện cao của chủ nghĩa dân tộc cực đoan hãnh tiến.
Parjánya
Parjánya (tiếng Phạn: पर्जन्य) theo kinh Vệ Đà là đấng tối linh có khả năng ban mưa móc, sấm sét và bón phân cho đất. Parjánya có vai trò như một hóa thân khác của Indra, thần tể trị bầu giời và cõi thiêng.
Theo các kí thuật cổ đại, Parjánya hiển linh trong hình trạng cái bầu vú con bò cái, còn sấm sét chính là núm vú, vậy nên dòng sữa chính là ơn mưa móc cho mặt đất xanh thêm. Tiếng điện quang chính là khi con bò rống, và lúc ấy những mũi tên hay lau sậy sẽ đơm chồi theo mưa.
Perun
Các mẩu vụn thần tích Þórr trực tiếp là cơ sở hình thành tục thờ Perun (tiếng Slav Đông cổ: Перунъ, tiếng Ukraina: Перун, tiếng Belarus: Пярун; tiếng Ba Lan: piorun «гром») ở cộng đồng Slav. Tuy nhiên, trong thần phả Trung Âu, Nam Âu và Đông Âu, Perun được tôn làm thượng thần và có nhiều chức năng hơn Þórr. Theo thế giới quan Slav trung đại, Perun là đấng tể trị bầu trời, sấm chớp, mưa bão, pháp luật, chiến tranh và đặc biệt là cây sồi thiêng. Các thuộc tính Perun bao gồm : Lửa, núi, gió, hoa diên vĩ, chim ưng, kiền khôn, ngựa, xe, búa, rìu, cung tên, sừng, móng, đá. Theo trứ tác De Bello Gothico của sử gia Procopius thế kỷ VI, các dân Slav thường cung hiến một con bò ngay dưới gốc sồi già để xin đấng Perun quan phòng. Trong kỉ nguyên đỉnh thịnh, tục thờ Perun thường xuyên chịu sự cạnh tranh của thần tượng Veles (đấng bảo hộ súc sinh).
Vào năm 980, Volodymyr đại vương khi đăng cơ ở Kyiv đã cho dựng đại phù điêu ngũ thần ngay trước thềm đại điện, mà Perun là tối cao. Thế nhưng, trong thời gian cầm chính, ông nhận ra rằng các boyar chỉ dựa vào tập quán cung hiến Perun để ăn chơi hưởng lạc, khiến cho chính trị rất đình đốn. Vậy nên, vào năm 988, Volodymyr ra lệnh phá tất cả ngẫu tượng Perun trong khu vực Kyiv, đồng thời dựng một thánh đường Cơ Đốc ngay trên nền thần điện Perun vừa được dỡ bỏ. Sự kiện này đánh dấu giai đoạn suy thoái của tục thờ Perun và Đông Âu chính thức bước sang kỉ nguyên Chính Thống giáo. Những vết tích cuối cùng của tập quán này chỉ tồn tại đến khoảng thế kỷ XV thì cơ bản là tiêu biến.
Trong những năm hậu Đệ nhị Thế chiến, các chính phủ Tô Liên, Đông Đức và Ba Lan đi tiên phong trong việc khảo cứu di chỉ dị giáo thượng cổ. Chính phủ Cộng hòa Dân chủ Đức đã hạ lệnh đặc biệt biến hải đảo Rügen thành khu bảo tồn văn hóa dị giáo. Trước khi bức tường Berlin sụp đổ, khu vực này chỉ cho phép chuyên gia hoặc đoàn khảo sát quốc tế được thâm nhập. Các giáo trình phổ thông và đại học Đông Âu cũ cũng liệt Đông Đức vào không gian văn hóa gọi là Tây Slav, trong khi Tây Đức lại thuộc về văn hóa German. Việc này nói lên ý thức khoan dung phi thường đối với tín ngưỡng tiền Cơ Đốc tại cộng đồng xã hội chủ nghĩa Đông Âu, tuy nhiên lại cũng là khởi nguồn cho trào lưu phục hưng dị giáo gây nhiều hệ lụy xấu đối với xã hội Slav hậu cộng sản. Hằng năm, di chỉ núi Trọc tại Kyїv và nhiều địa phương Ba Lan, Belarus, Nga thường xuyên diễn ra những hoạt động cúng tế Perun kiểu dị giáo của giới trẻ. Phong trào này thường được gọi là "sùng bái Tolkien", vì phát sinh rầm rộ sau khi loạt truyện và phim Chúa nhẫn gây bão truyền thông hoàn vũ.

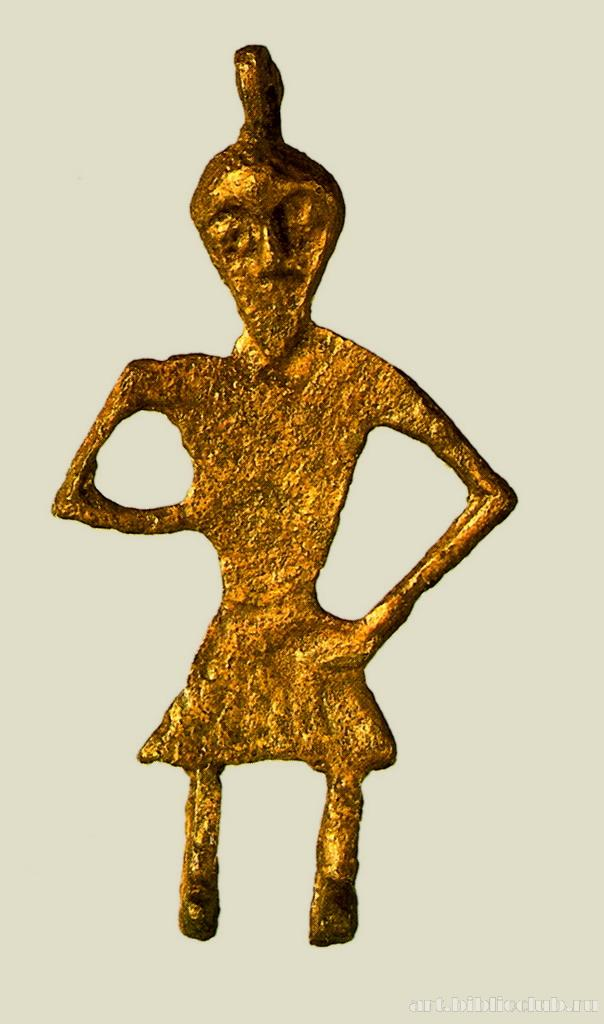
Perun thường được tạc là nam nhân có đôi chân bằng móng guốc
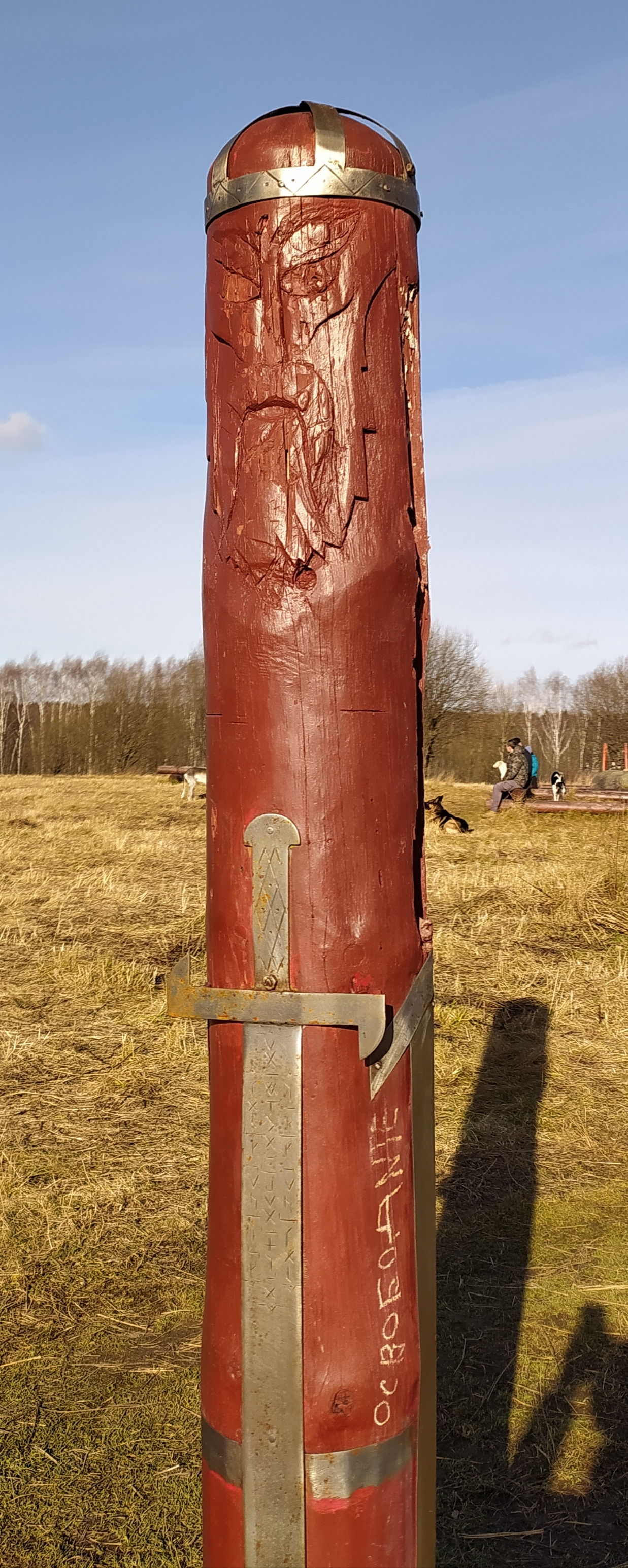
Thần tượng Perun ở công viên Bitsevsky, Moskva
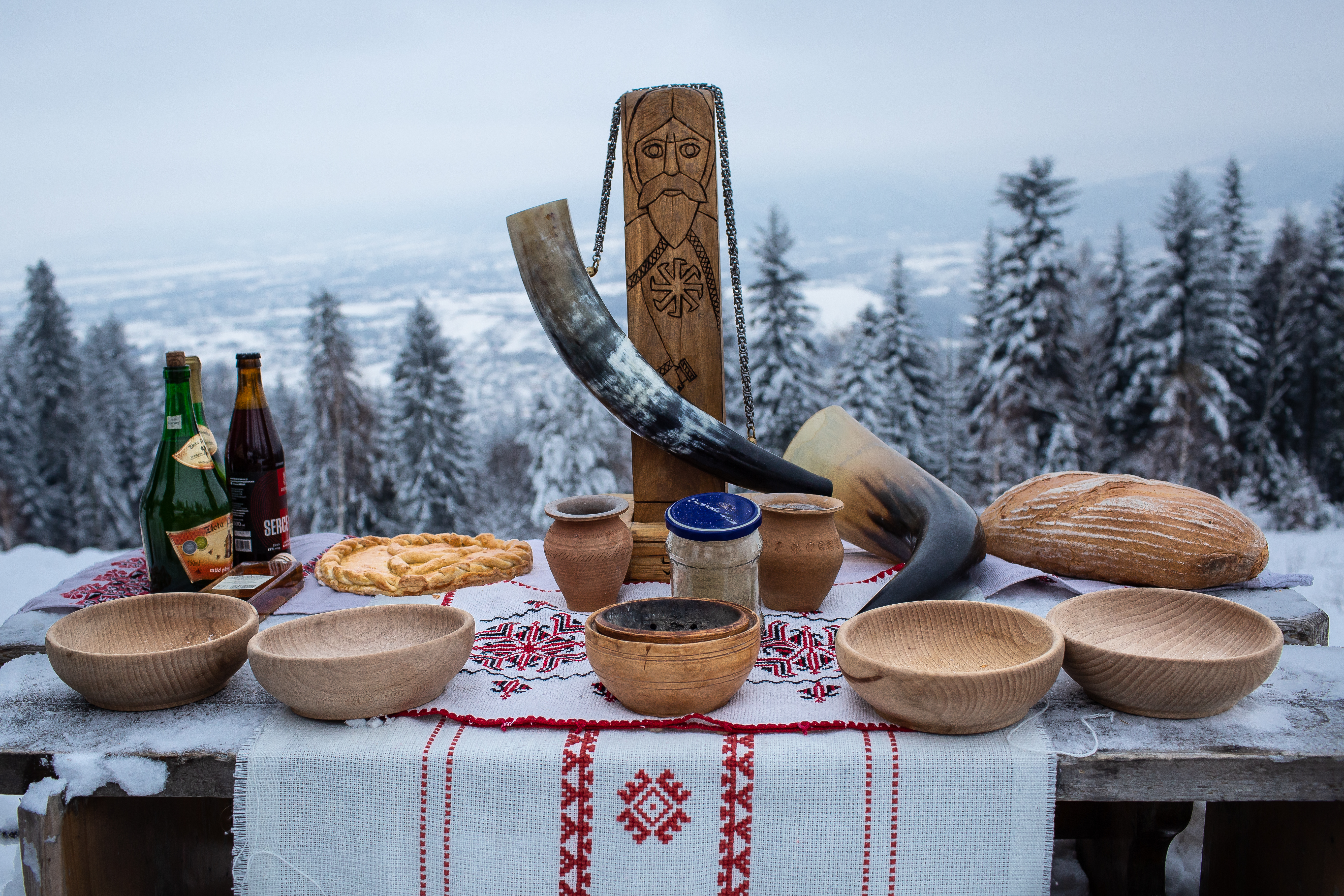
Những người Slav hiện đại tiếp tục hành lễ cúng Perun
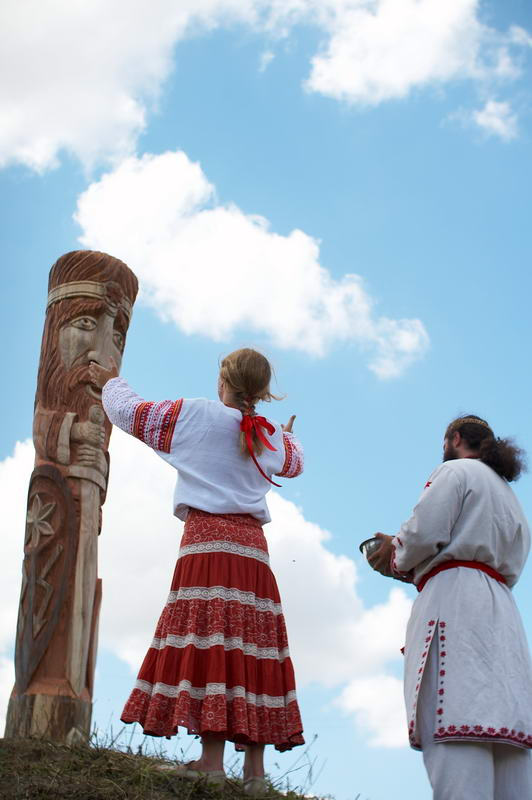
Một buổi hành lễ ở Ternopil

Năm 1867, nhạc sĩ Modest Mussorgsky đã soạn bản giao hưởng Đêm [hè] trên núi Trọc để phác họa một phong tục ngàn đời còn ẩn trong dân gian Chính Thống khu vực Ukraina. Đó là tục thờ Perun nhưng mạo danh lễ Sabat để tránh nhà cầm quyền.

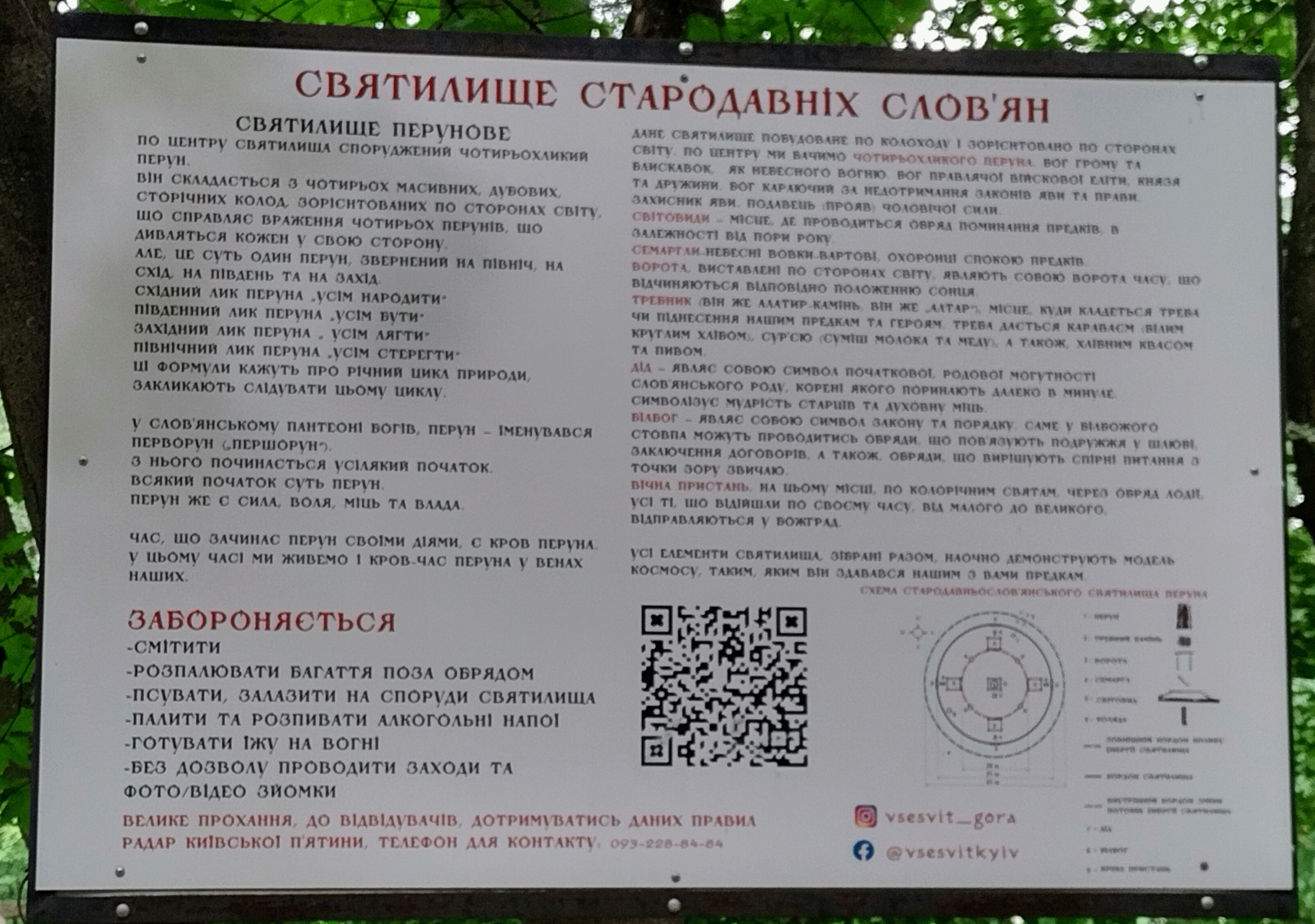
Thông tin tham quan núi Trọc (Kyїv)
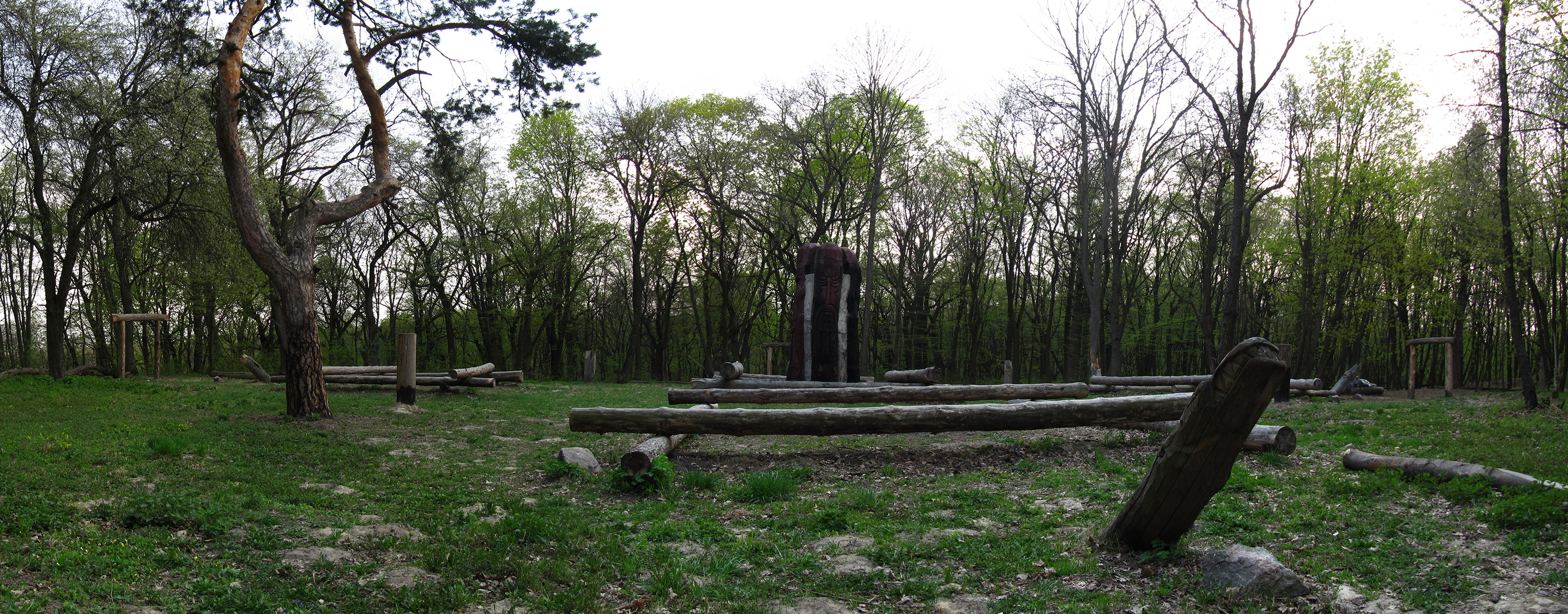
Toàn cảnh
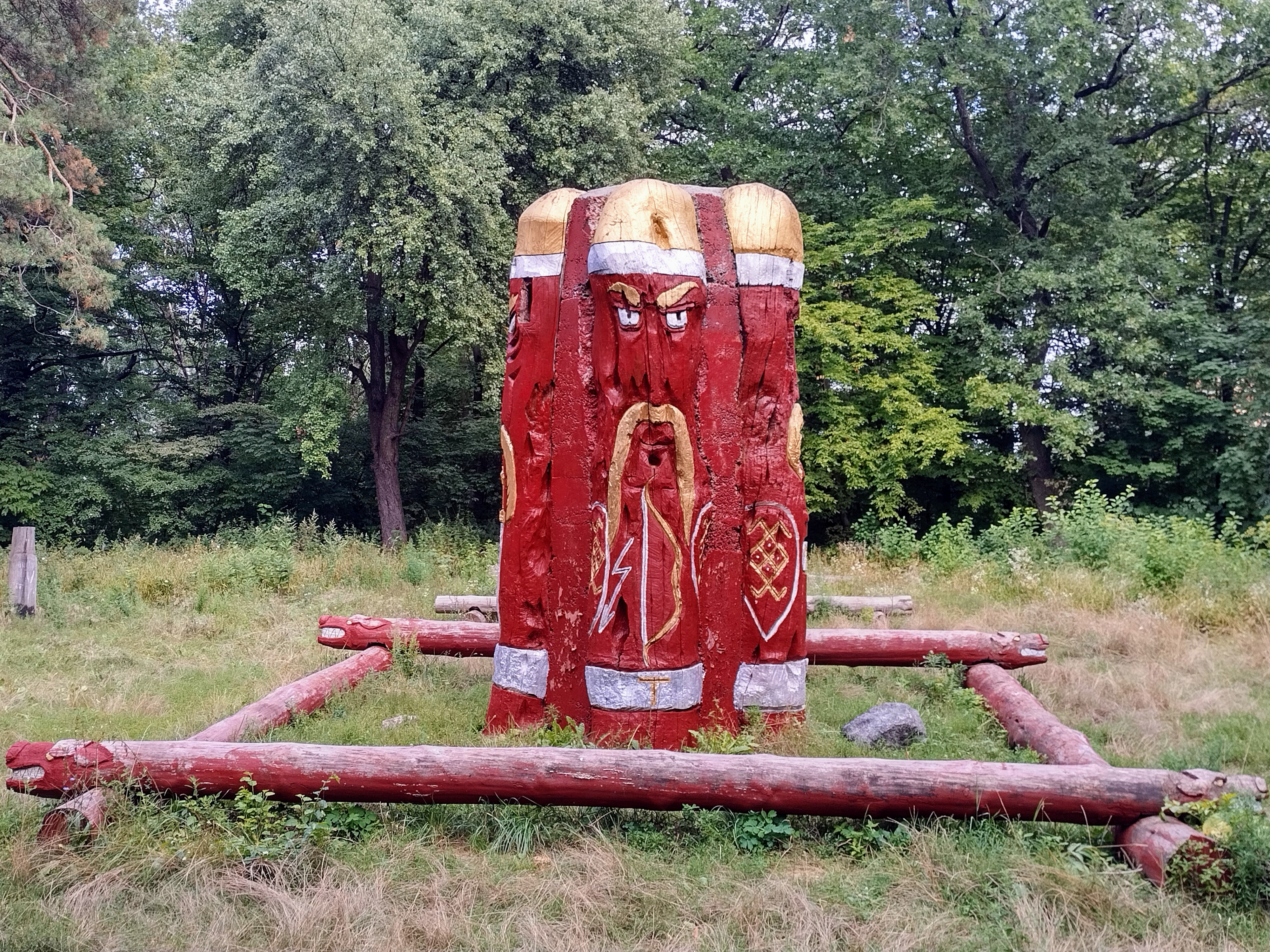
Thần tượng Perun
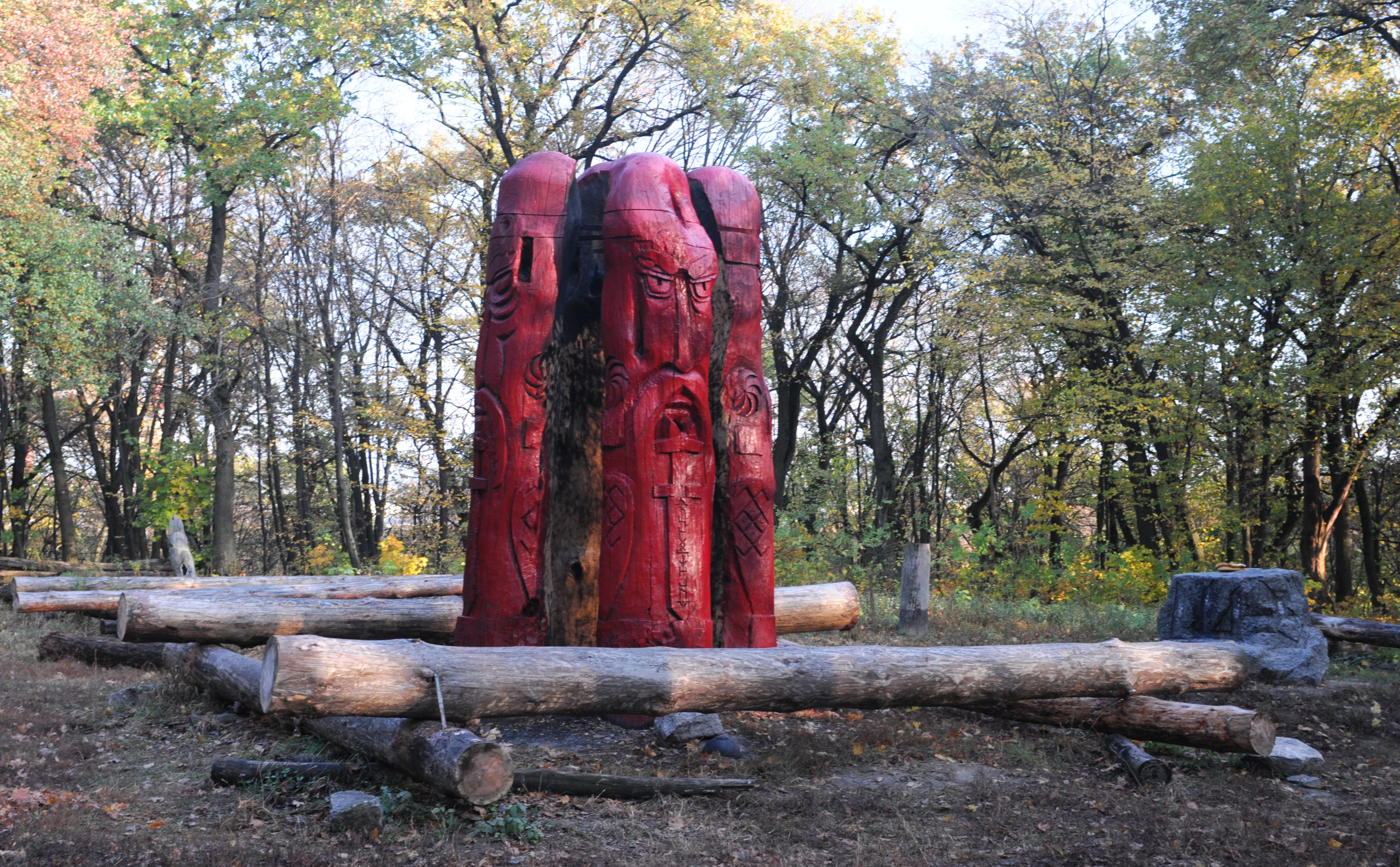
Thần tượng Perun

Perkūnas

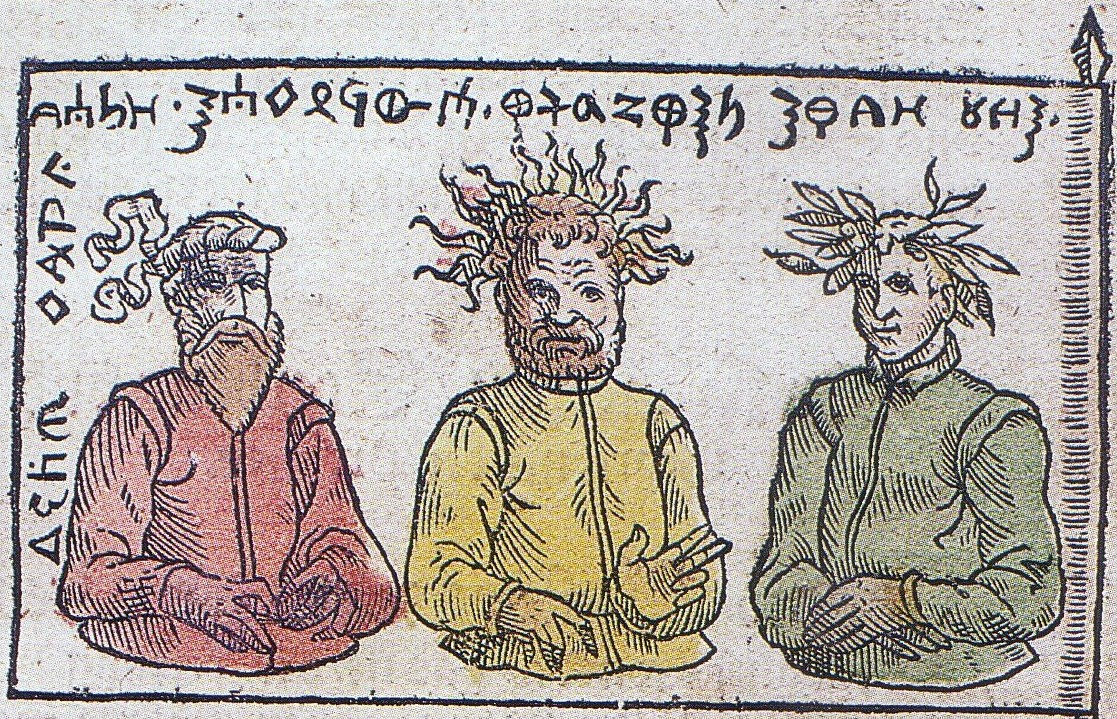
The so-called Flag of Widewuto introduced by Grunau featuring Prussian Perkūns (in the middle).

Perkūnas (tiếng Litva: Perkūnas, tiếng Latvia: Pērkons, tiếng Phổ: Perkūns, Perkunos, tiếng Yotvingian: Parkuns, tiếng Latgalian: Pārkiuņs) là thần sấm sét của riêng cộng đồng Balt, có vị trí chỉ sau thần tể trị Dievas. Trong các thần tích Baltika, tựu trung Perkūnas là đại biểu của các yếu tố bầu trời, sấm sét, mây mưa, gió bão, lửa, chiến tranh, pháp lí, phẩm trật, khả năng thụ tinh sinh sản, núi sông và cây sồi thiêng (đôi khi cũng là linh sam). Tuy vậy, khi tiếp biến sang văn hóa Phần Lan Cơ Đốc giáo, Perkūnas đã trở thành nguyên lí "Perkele", hàm nghĩa quỷ hồn và nhìn chung ít gây thiện cảm.
Perkūnas cùng với Dievas và Potrimpo là các thần linh trọng yếu và phổ biến nhất trong tín ngưỡng Baltika trung đại tiền Cơ Đốc. Trong đó, Perkūnas luôn có xu hướng tranh chấp để vượt trên Dievas, vì vậy giới sử gia gọi hiện tượng tâm linh này là deus otiosus. Thậm chí năm 1520, sử gia Simon Grunau đã chép lại lá cờ của vua Phổ dị giáo Widewuto thêu chân dung bộ ba thần linh này. Ngọn cờ này được treo trang trọng trên cây sồi thiêng trước mặt thần điện Romuva về phía Tây bán đảo Sambia. Dân sự thường đeo những trang sức hình lưỡi rìu để tôn vinh thần.
Tục phụng thờ Perkūnas bắt đầu mai một kể từ Thập tự chinh phương Bắc và chính thức vãn hồi khi Thịnh vượng chung Ba Lan-Lietuva thiết lập.
Krabat
Krabat (tiếng Croatia: Hrvat) là nguyên tổ huyền thoại của thị tộc Wenden [ˈvɛn.dn̩] (hoặc Winden [ˈvɪn.dn̩]), một nhóm Slav nhỏ đã bị đồng hóa vào chủng Saxon ngay từ hậu kì cổ đại. Thị tộc Serbja ngày nay vẫn phụng thờ nhân vật này. Tương truyền đó là một vu sư có tài hô mưa gọi gió và thường lập giao ước với quỷ satan hoặc đôi khi lucifer. Thần tượng này được coi là nguyên mẫu của Faust. Cũng theo truyền thống, Krabat chỉ là một thợ xay bột hoặc binh sĩ tầm thường, nhưng biết biến hình làm quạ để điều khiển sấm sét, vì thế đến nay tục tạc tượng Krabat mặc áo nhà binh hoặc trong hình ảnh con quạ rất phổ biến ở vùng biên Đức, Séc và Ba Lan.
Ukko
Ukko (tiếng Phần Lan: [ˈukːo]) hay Uku, ban đầu được gọi Äijä [ˈæi̯jæ] hay Äijö [ˈæi̯jø] ("tổ phụ", "trưởng lão"),, nguyên là đấng tối linh trong thế giới quan Sámi, rồi được các dân Phần Lan và Estonia tiếp nhận. Mãi đến nay, học giới vẫn tranh cãi xem liệu Perkūnas hay Ukko có trước, và rằng có sự Cơ Đốc hóa nào đó trong ý thức hệ hay không. Tuy nhiên, dù sao Ukko cũng được thừa nhận là thần cai quản bầu trời, thì tiết, mùa vụ, sấm sét và sinh sản. Trong quốc sử Phần Lan Kalevala, thần tượng Ukko đã được chuyển hóa thành chàng thợ rèn Ilmarinen phàm tục nhưng có tài đúc cối xay Sampo kì diệu.
Danh từ "ukko" ngược về nguyên thủy được đọc là "tuuri", hàm nghĩa "may phước". Nó phiếm chỉ những phục sức mô phỏng lưỡi rìu thần sấm thường được dùng để tịch tà. Thậm chí, trước khi Cơ Đốc giáo truyền lên Bắc Âu, có hẳn lễ hội Ukon juhla để ca tụng ơn đức thần Ukko. Các hoạt động bao gồm uống rượu, cung hiến súc vật và ca vũ quanh đống lửa. Đến thế kỷ XIX, truyền thống này bị đình chỉ và thay bằng thánh lễ Johannes Kastaja.
Trong liệt biểu bão mùa đông năm 2012, kênh The Weather đã định danh một trận phong ba ở khu vực gây ảnh hưởng Phần Lan là Ukko.

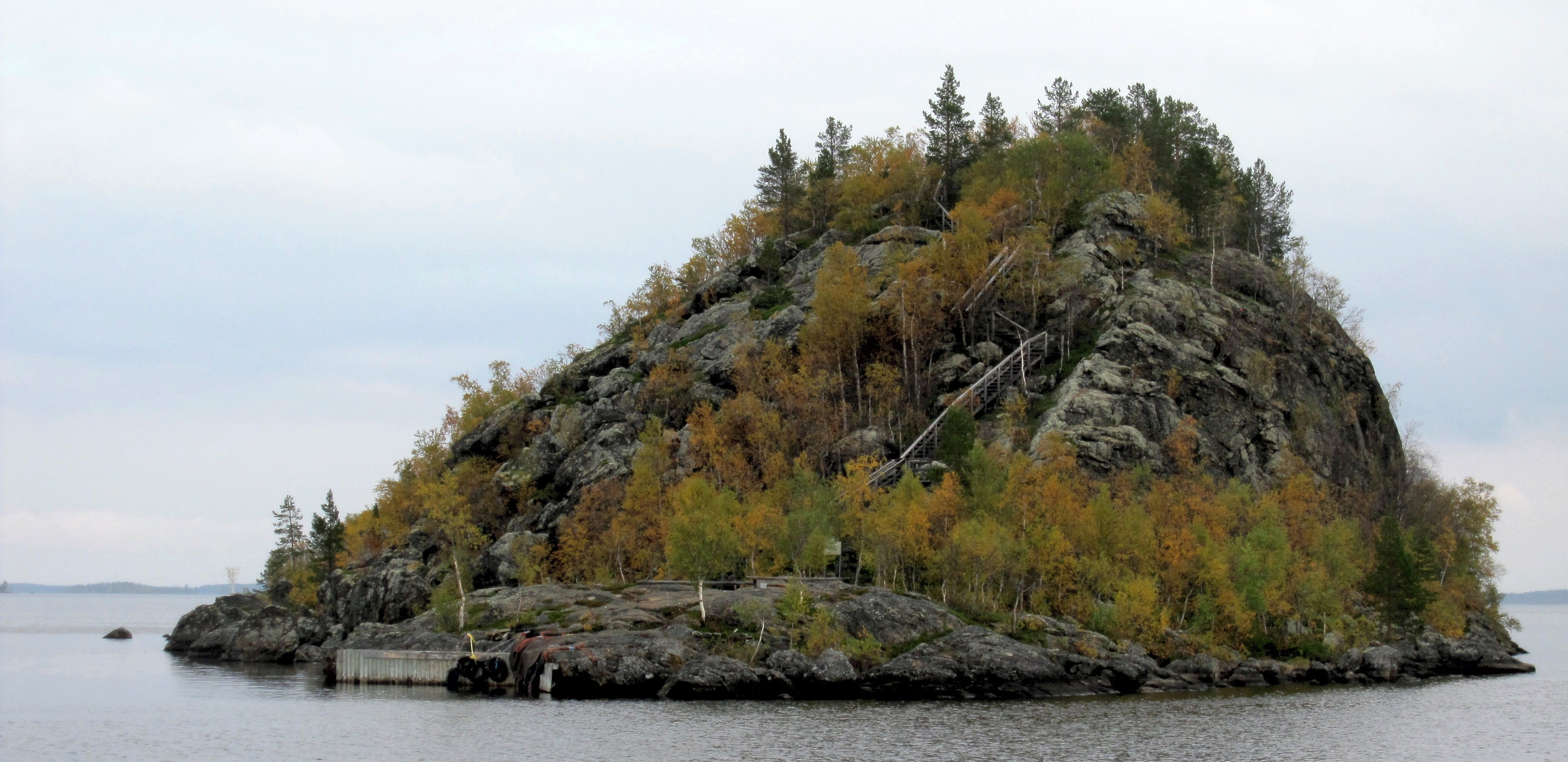
Ukonkivi (Đá Ukko) ở hồ Inari, Lapland. Di chỉ này có thể là thánh địa của người dị giáo
Mặt dây chuyền thời tiền Cơ Đốc thờ Ukko : Phần Lan, Thụy Điển, Thập Tự Sói
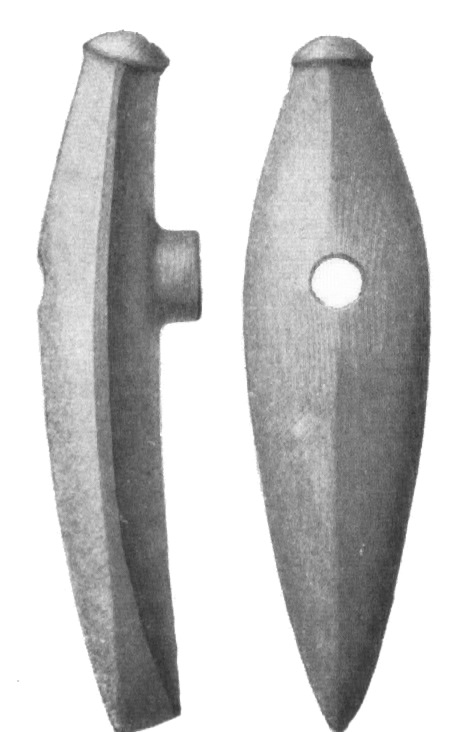
Rìu chiến bằng đá ở Närke
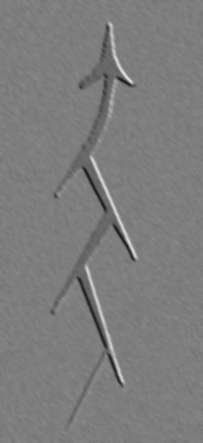
Hoa văn cổ ở Karjala mô phỏng cuộc tranh hùng của đấng Ukko với con mãng thế gian. Họa tiết kết hợp hình rìu, sấm sét và thủy triều

Sauron
Hình tượng Sauron (/ˈsaʊrɒn/) khiếm diện ở trong Chúa nhẫn được coi là một phiên bản cận đại của Þórr. Nhân vật này vốn có xuất thân rất tầm thường, nhưng nhờ học được bí quyết luyện kim nên đã chế ra chiếc Nhẫn Quyền Năng có thể huy động được sinh khí trong vũ trụ. Theo hồi ức của con trai tác giả J. R. R. Tolkien, "có lẽ ông hình dung Sauron từ Thor và thậm chí Promethéus". Sauron đại diện cho một nền văn minh rất lâu đời nhưng đã bị các thế lực mới vượt qua, cho nên luôn tìm cách phục hưng quá khứ. Động lực sáng tạo của Tolkien phát xuất ở trào lưu khảo cổ rất thịnh hành trong xã hội thực dân Âu châu thế kỷ XIX.

## Phong hóa
Giai thoại lừng danh nhất về lôi thần Thor là Þjálfi và Rǫskva, kể về anh em nô bộc đã đi theo vị thần sấm phiêu lưu khắp thế gian. Cuộc hành trình này bắt nguồn từ sự cố thần Loki xui chú bé Þjálfi gặm nát khúc xương đùi con dê kéo xe khiến nó bị què. Trích đoạn Þjálfi và Rǫskva tham gia thách đấu ở Útgarða-Loki đã được Bộ Giáo dục và Đào tạo Việt Nam đưa vào sách giáo khoa Văn Học lớp 6 chương trình thập niên 1990. Tuy nhiên, bài văn này chỉ tả các phần thi chạy (Þjálfi), ăn (Loki) và vật (Thor), lược bỏ phần thách nhấc con mèo mun do Jǫrmungandr trá hình và uống rượu bằng chiếc sừng không đáy, không tường thuật nguyên cớ và kết quả như trong sử thi truyền thống.
Ngày nay, ngày thứ Năm trong tiếng Anh là "Ngày của Thor" (Thursday) và được dịch từ tiếng Latin, thứ Năm là ngày của Jupiter, thần sét của thần thoại La Mã.

## Liên kết

### Tư liệu
- Þórr - Thần thoại Bắc Âu
- MyNDIR (My Norse Digital Image Repository) Illustrations of Þórr from manuscripts and early print books. Clicking on a thumbnail brings up the full image and information concerning it.
- Northvegr Foundation, trang web giáo dục có rất nhiều tư liệu về thần thoại Bắc Âu Lưu trữ ngày 15 tháng 11 năm 2007 tại Wayback Machine
- Celtic Gods and Associates
- Images of Taranis
- Celtic Gods
- Doran, Michael (ngày 11 tháng 8 năm 2011). "Marvel Teaser: The NEW God of Thunder? [Move Over THOR?]". Newsarama.
- "Скандинавський бог Тор — бог грому, бурь і родючості. Германо-скандинавська міфологія". web.archive.org. ngày 5 tháng 6 năm 2018. Bản gốc lưu trữ ngày 5 tháng 6 năm 2018. Truy cập ngày 13 tháng 2 năm 2021.{{Chú thích web}}:  Quản lý CS1: bot: trạng thái URL ban đầu không rõ (liên kết)